# Ujarzmienie

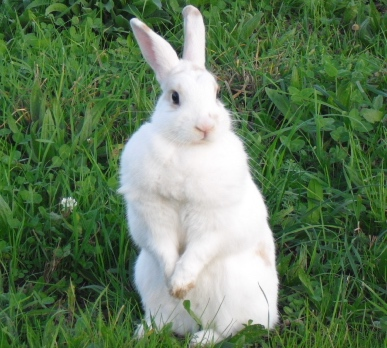
Białe króliki są istotnym dla powieści symbolem, przewijającym się przez jej treść

Ujarzmienie (tyt. oryg. Authority) – powieść fantastyczna Jeffa VanderMeera, wydana w 2014 nakładem wydawnictwa Farrar, Straus and Giroux. Jest drugim tomem trylogii The Southern Reach. Łączy w sobie elementy powieści fantastyczno-naukowej, horroru oraz weird fiction. Autor powieści przyznał, że jeśli pierwszą część trylogii można uznać za historię o wyprawie w głąb Strefy X, to o części drugiej można mówić jako o wyprawie w głąb korporacji Southern Reach. 
Polskie wydanie ukazało się także w 2014, nakładem Wydawnictwa Otwarte. Powieść tłumaczyła Anna Gralak.

## Fabuła
John Rodrigez to śledczy po przejściach. Gdy po dwunastej wyprawie do Strefy X znika Dyrektorka, mężczyzna przejmuje jej funkcje. Jego zadaniem nie jest jednak zarządzanie firmą, a odkrycie jak największej liczby tajemnic, zarówno korporacji, jak i samej Strefy. John każe mówić na siebie Kontroler i rozpoczyna śledztwo. Skupia się przy nim na Biolożce: jednej z trzech kobiet, które powróciły do Southern Reach po poprzedniej ekspedycji. Kobieta każe tytułować się Ptasim Duchem. Kontroler prędko odkrywa, że Strefa X zmieniła ją bezpowrotnie.

## Odbiór
Entertainment Weekly wystawił książce ocenę B+. N. K. Jemisin w recenzji dla New York Timesa również oceniła powieść pozytywnie. 